# Kazanów
Kazanów è un comune rurale polacco del distretto di Zwoleń, nel voivodato della Masovia.
Ricopre una superficie di 94,76 km² e nel 2005 contava 4 687 abitanti.